# Brad Budde
Brad Edward Budde (Detroit, 9 maggio 1958) è un ex giocatore di football americano statunitense che ha militato nel ruolo di offensive guard nella National Football League (NFL).

## Carriera
Al college Budde giocò a football a USC, venendo premiato come All-American e vincendo il campionato NCAA nel 1978. Fu scelto come undicesimo assoluto nel Draft NFL 1980 dai Kansas City Chiefs. Budde e il padre, l'All-Pro Ed Budde, sono stati l'unica coppia di padre e figlio a venire scelti nel primo giro dalla stessa squadra e nello stesso ruolo. Giocò per tutta la carriera con i Chiefs, fino al 1986.

## Palmarès
- College Football Hall of Fame